# Axinyssa michaelis
Axinyssa michaelis är en svampdjursart som beskrevs av Efthimios Kefalas och Castritsi-Catharios 2007. Axinyssa michaelis ingår i släktet Axinyssa och familjen Halichondriidae. Inga underarter finns listade i Catalogue of Life.